# Perieți (Ialomița)
Perieți is een Roemeense gemeente in het district Ialomița.
Perieți telt 3591 inwoners.